# جو لارا
ویلیام جوزف لارا (انگلیسی: William Joseph Lara؛ ۲ اکتبر ۱۹۶۲ – ۲۹ مهٔ ۲۰۲۱) بازیگر، رزمی‌کار و موسیقی‌دان آمریکایی بود که به دلیل بازی در نقش تارزان در مجموعه تلویزیونی آمریکایی تارزان: ماجراهای حماسی معروف شد.

## زندگی حرفه‌ای
او نوزدهمین بازیگر نقش تارزان در سینما است. از فیلم‌های او می‌توان به تارزان در منهتن (۱۹۸۹) و تارزان: ماجراهای حماسی اشاره نمود.
جو لارا در سال ۲۰۰۲ بازیگری را رها کرد تا موسیقی کانتری را به صورت حرفه‌ای دنبال کند.

## درگذشت
جو لارا در ۲۹ مه ۲۰۲۱ و طی حادثه سقوط جت شخصی سسنا سایتیشن ۱ در ۲۰ کیلومتری جنوب نشویل در دریاچه پرسی پریست واقع در اسمرنا به همراه همسر و ۵ تن دیگر جان سپرد.

## فیلم‌شناسی

### سینما
- مخمصه شامگاهی (۱۹۹۲)
- سایبورگ آمریکایی: جنگجوی فولادین (۱۹۹۳)
- مرز فولادین (۱۹۹۵)
- آرمسترانگ (۱۹۹۸)

### تلویزیون
- تارزان در منهتن (۱۹۸۹)
- جزیره خطر (۱۹۹۲)
- بی‌واچ (۱۹۹۳)
- تارزان: ماجراهای حماسی (۱۹۹۶–۱۹۹۷)